# تئاتر ان‌یوکی‌یو

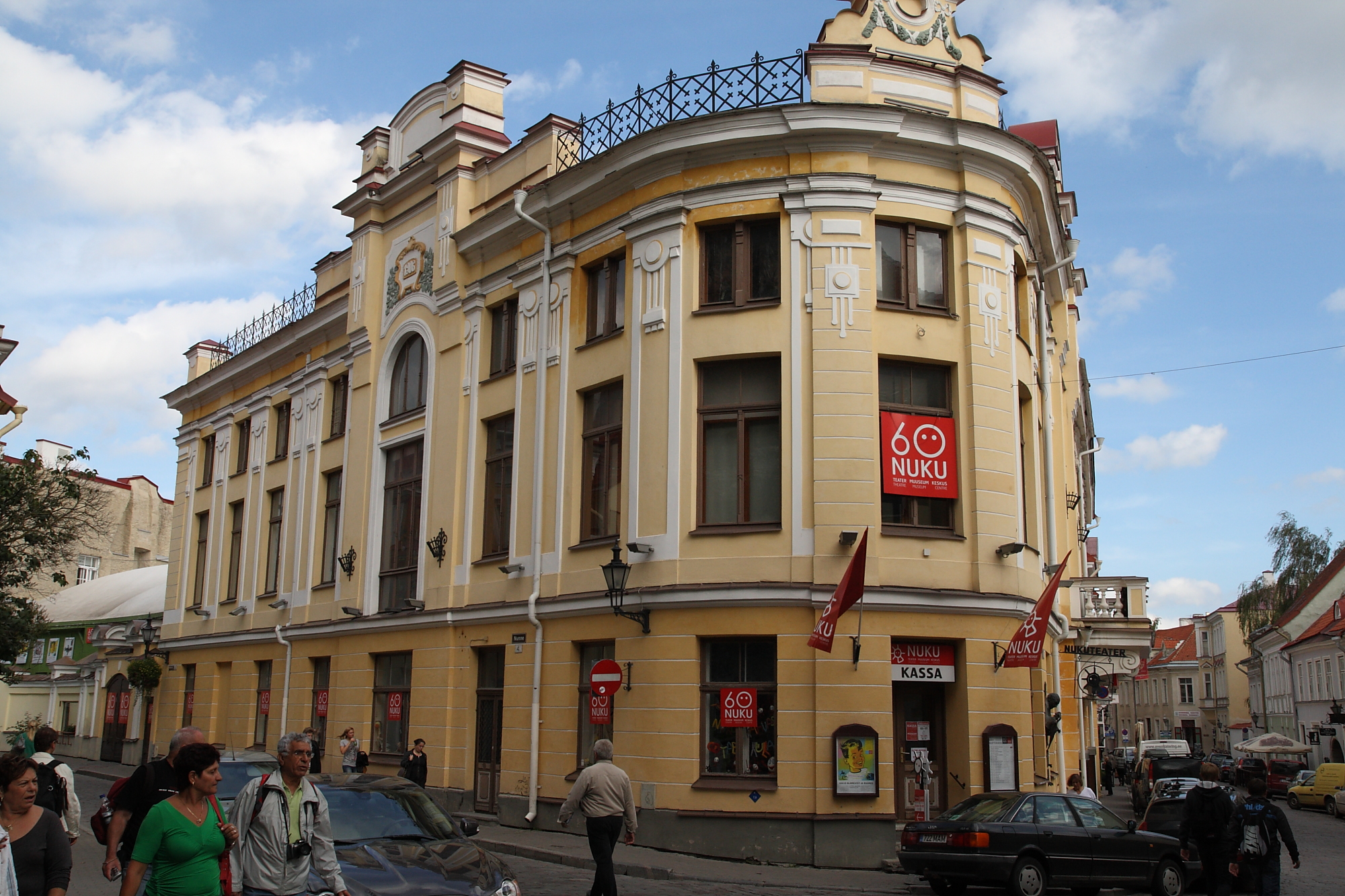
تئاتر ان‌یوکی‌یو

تئاتر ان‌یوکی‌یو (استونیایی: NUKU teater) بانام سابق تئاتر پاپت یک سالن نمایش در شهر تالین، استونی است.
این تئاتر که در سال ۱۹۵۲ تاسیس شده تنها تئاتر حرفه‌ای عروسک‌گردانی و تجسمی در استونی است.

## نگارخانه

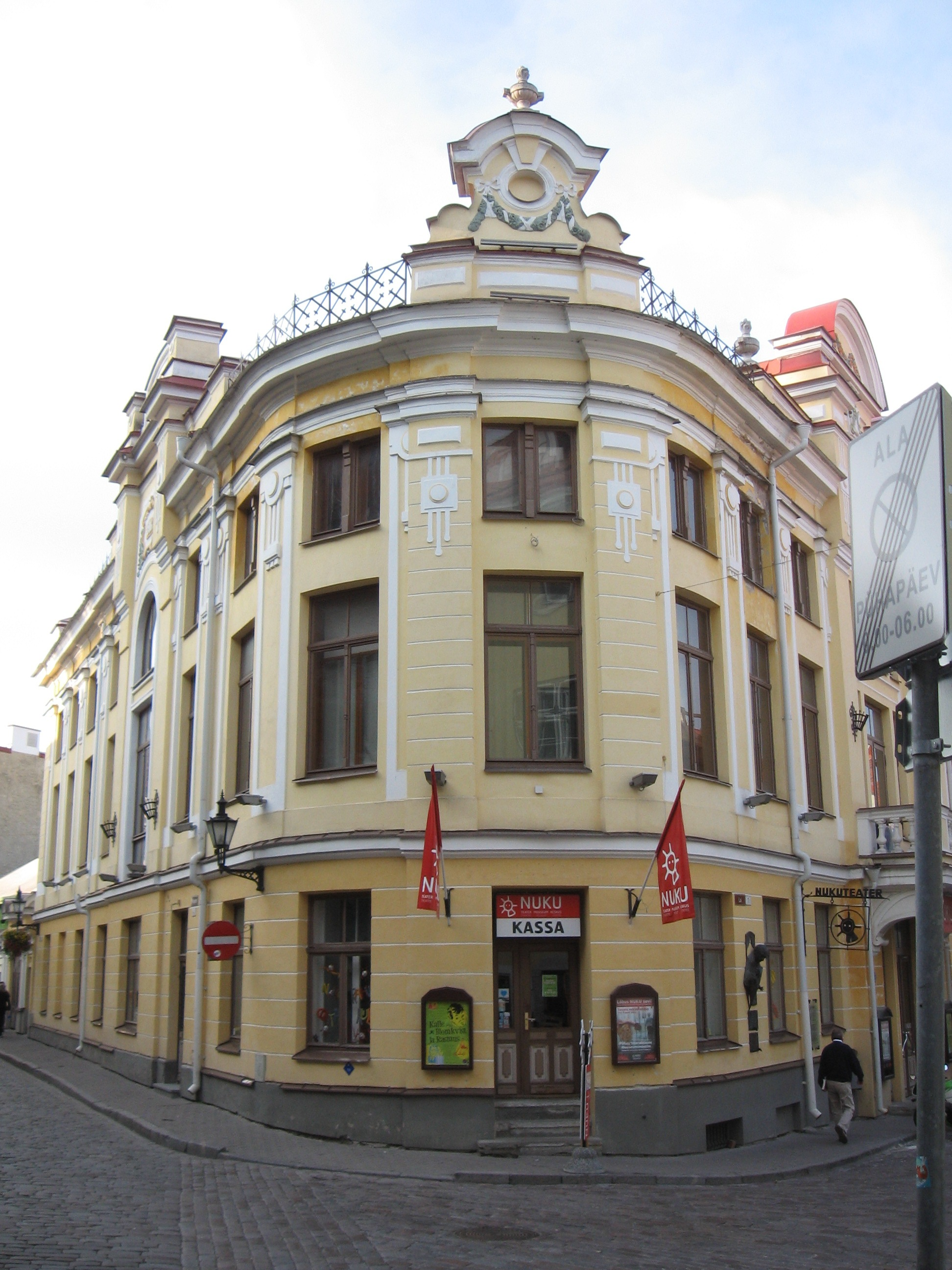
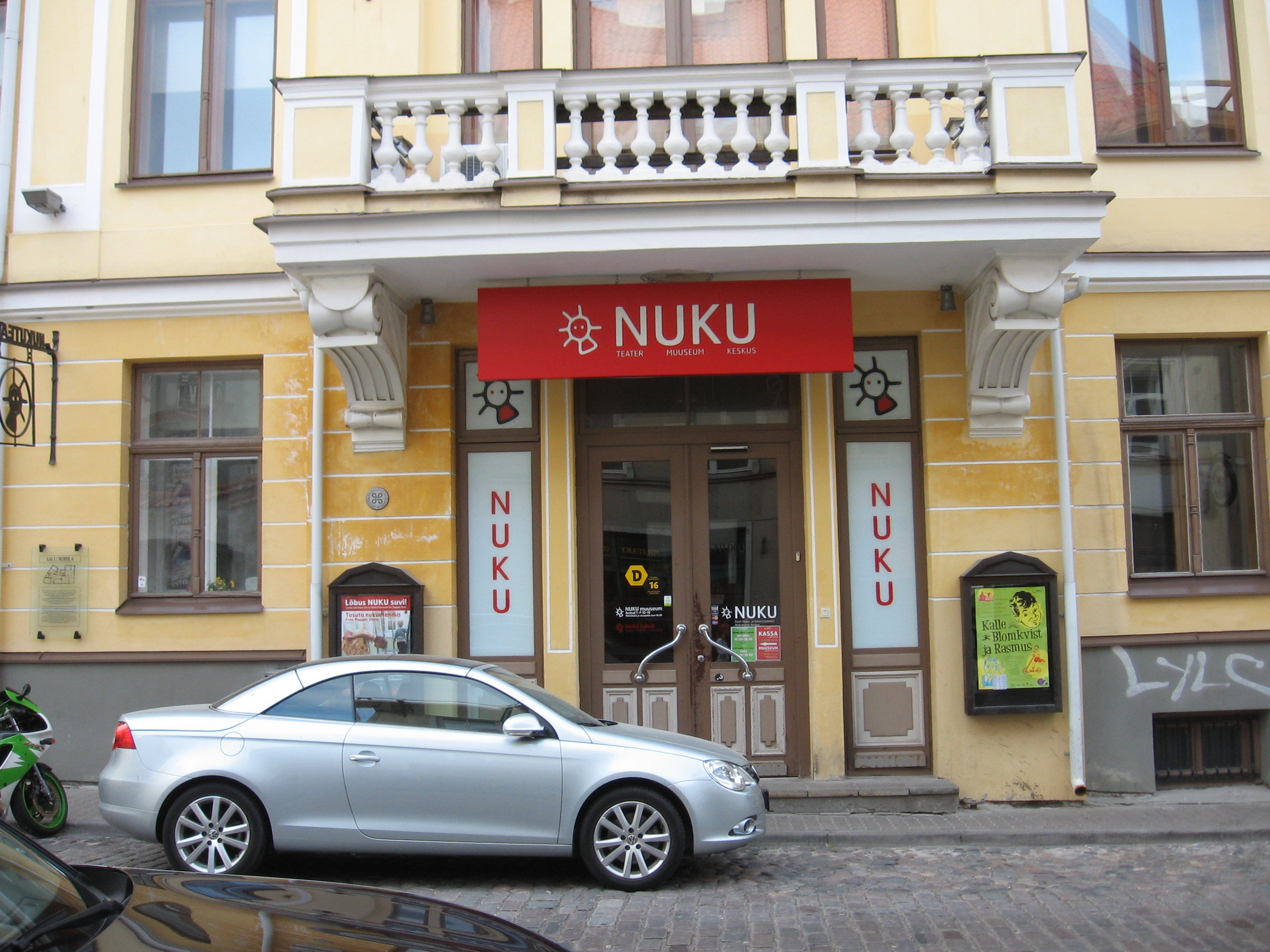
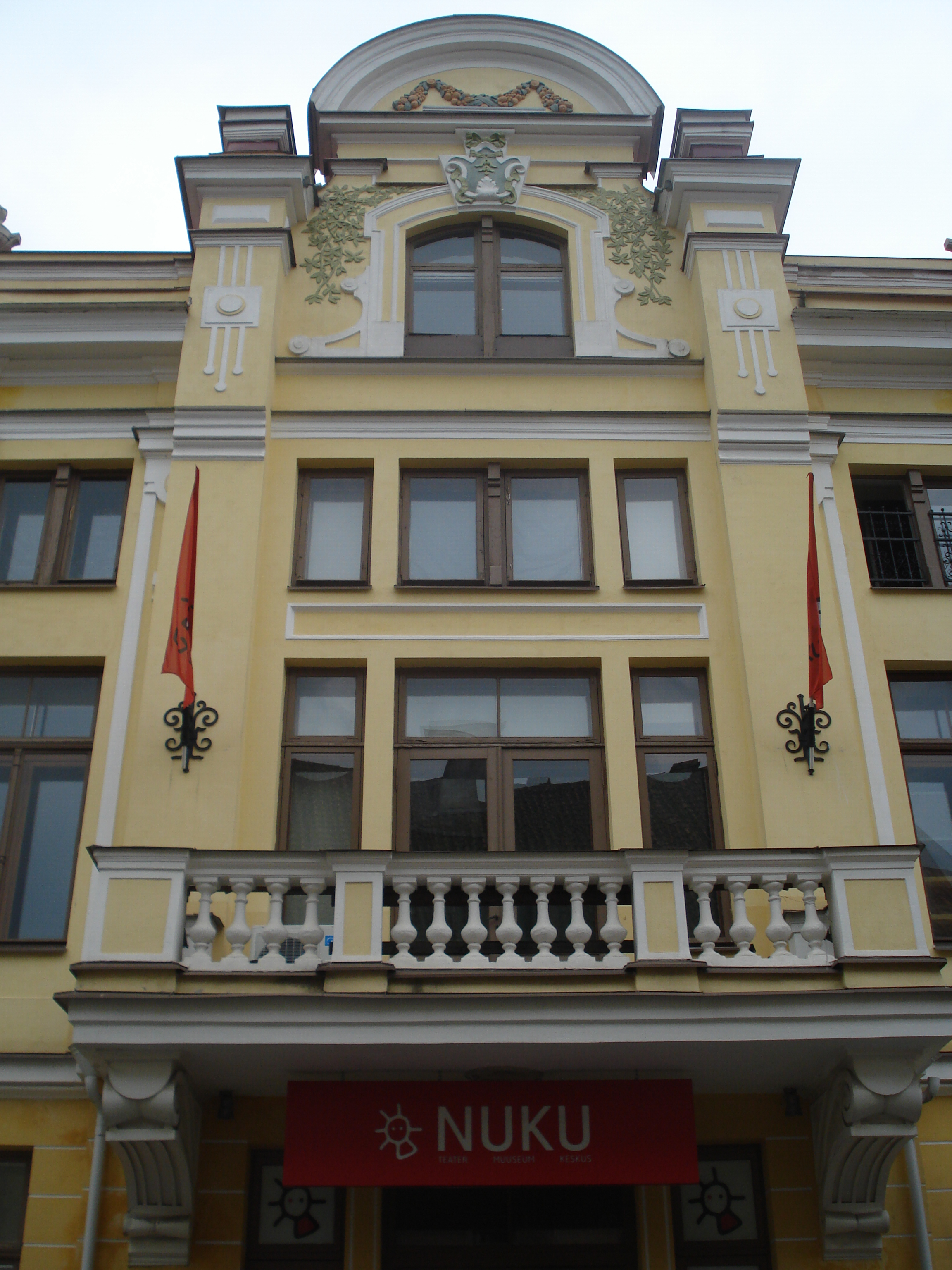
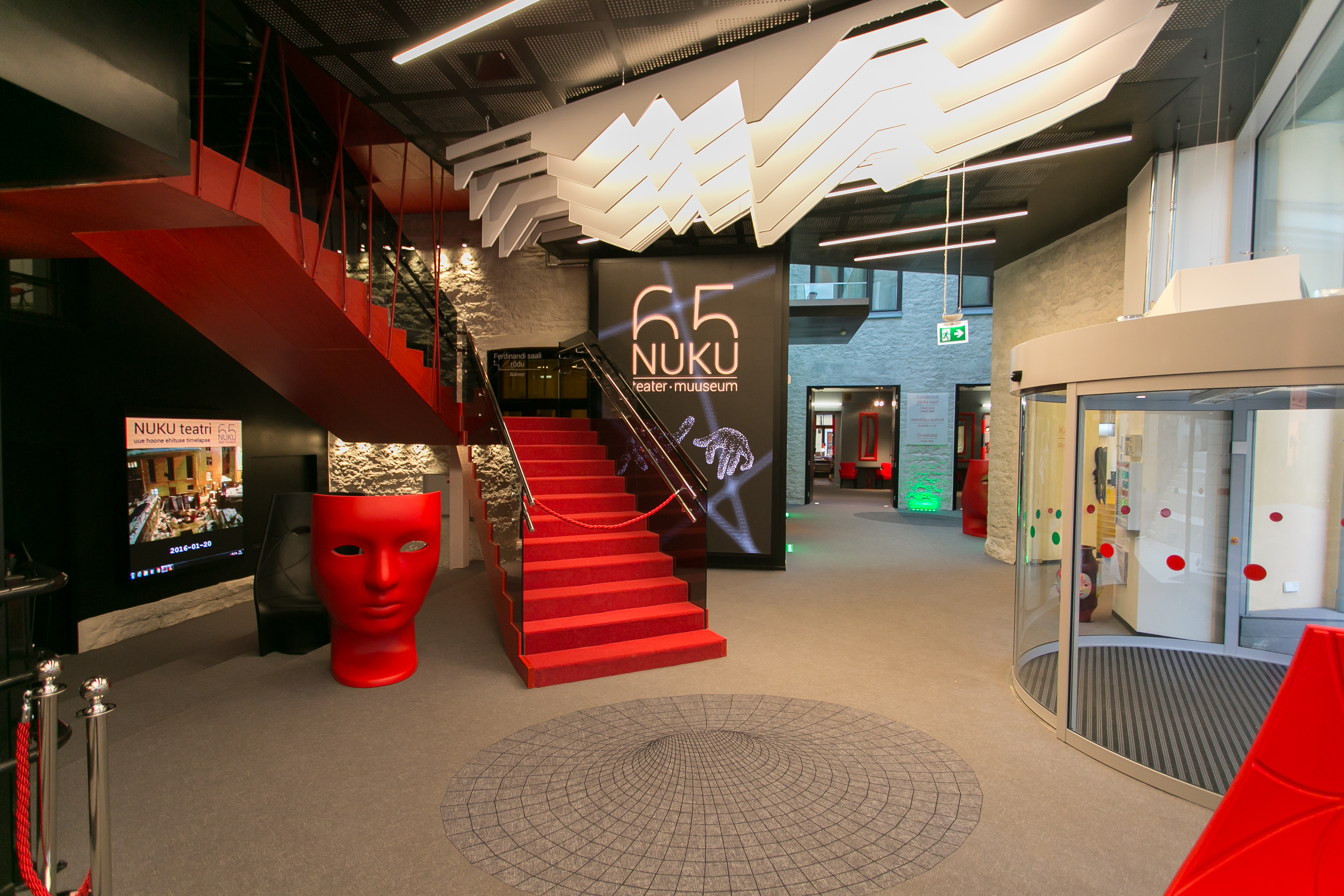